# Nicola Legrottaglie
Nicola Legrottaglie (Gioia del Colle, 1976. október 20.) olasz válogatott labdarúgó, jelenleg a Juventus FC hátvédje.
1976. október 20-án született Bari közelében, egy Gioa Del Colle nevű kisvárosban. Édesapja, Pietro irodai munkás, édesanyja, Lucia háziasszony. Egy nővére van Celeste. A játékost csapattársai Hercegnek becézik.

## Pályafutása
Egy mottolai kiscsapatban kezdett el futballozni, az Inter Club-ban, középpályásként. Szívesen emlékszik vissza ifjúsági akadémiai éveire, s legfőképp három edzőjére, Rogantéra, Lentinire és Grecóra, akik rengeteget segítettek neki abban, hogy profi karrierje elindlhasson. Amikor csatlakozott a Pistoiese-hoz, a csapat akkori edzője; Catuzzi alkalmazta elsőként a védelem tengelyében. 1997-ben a szintén 3. ligás Pratóhoz került, majd innen vitte el a kisebb veronai csapat a Chievo.

## Chievo
Első évében rendszeresen szerepelt, de ezután kölcsönadták a Regginának, ahol csak elvétve kapott szerepet, igaz egy gólt így is szerzett. Tavasszal visszahívták Veronába, de a védelmet most se rá építették. A Reggina látott benne fantáziát és újra kölcsönkérte. Legro megkapta az eddig hiányzó bizalmat, s nagyon jól szerepelt a Serie B-ben. A Chievo vissza is hívta őt a nyáron, s két csodálatos évet töltött sz időközben a Serie A-ba is feljutott sárga mezes csapatban: az első évben a BL-ért, a másodikban az UEFA-kupás szereplésért vívtak hatalmas harcot. 2002-ben a törökök ellen a squadra azzurrában is bemutatkozhatott. 2001 nyarán több olasz élcsapat is bejelentkezett érte, de akkor még maradt Veronában. 2003 nyarán 7 millió euróért a Juve igazolta le.

## Juventus
Lippi a Juventus mestere a bemutatón azt nyilatkozta, hogy hihetetlenül örül a bekk érkezésének, játékának már nem annyira. Legro eleinte rosszul, később viszont nagyon rosszul játszott. 2003 végére már jobb lett a helyzet, de még így is sokan csodálták, miért ragaszkodik hozzá Lippi a tapasztaltabb és már bizonyított Iuliano ellenében. Januárban az új edző Capello kölcsönadta a Bolognának, a RAI-tól az év végén citromdíjat kapott. A kiscsapatban 6-os átlagot érdemelt ki, ami jóval több a Juvénél elértnél, combhúzódása miatt több meccset ki kellett hagynia. A Juve a következő idényre is kölcsönadta, most a Siena csapatának. A 2006/07-es bundabotrány miatt a Juvét kizárták a B ligába. Legrottagliét visszahívták 10 meccsen szerepelt. A Juve megnyerte a bajnokságot és feljutott. A következő szezonban Jorge Andrade korai sérülése miatt Legro főszereplővé vált, jól teljesített a bajnokságban 3 gólt szerzett. A jövőben is számít rá a csapat 2010-ig él a szerződése.